# 桃まつり (映画)
『桃まつり』（ももまつり）は、女性の映画監督たちによるオムニバス映画。毎年、1つのテーマに沿って製作されている。監督たちが自ら企画・製作・宣伝・公開を手がける。2008年、映画美学校を卒業した9人の女性監督による12本の短編からなる『桃まつり presents 真夜中の宴』が上映された。『Flowerwild』誌によって「映画の現在にささやかな革命を起こす、可憐で過激な勇者たちのグループ」と評された。

## 作品

### 桃まつり presents 真夜中の宴（2008年）
- 明日のかえり路（監督：竹本直美）
- emerger（監督：佐藤有記）
- 感じぬ渇きと（監督：大野敦子）
- 功夫哀歌/カンフーエレジー（監督：吉田良子）
- きつね大回転（監督：片桐絵梨子）
- 希望（監督：深雪）
- granite（監督：大野敦子）
- 座って! 座って!（監督：笹田留美）
- たんぽぽ（監督：深雪）
- daughters（監督：木村有理子）
- あしたのむこうがわ（監督：竹本直美）
- みかこのブルース（監督：青山あゆみ）

### 桃まつり presents kiss!（2009年）
- たまゆら（監督：山崎都世子）
- 収穫（監督：粟津慶子）
- タッチ ミー（監督：山田咲）
- マコの敵（監督：篠原悦子）
- 月夜のバニー（監督：矢部真弓）
- あとのまつり（監督：瀬田なつき）
- 地蔵ノ辻（監督：竹本直美）
- それを何と呼ぶ?（監督：長島良江）
- クシコスポスト（監督：別府裕美子）

### 桃まつり presents うそ（2010年）
- 迷い家（監督：竹本直美）
- バーブの点滅と（監督：増田佑可）
- shoelace（監督：福本明日香）
- テクニカラー（監督：船曳真珠）
- きみをよんでるよ（監督：朝倉加葉子）
- FALLING（監督：加藤麻矢）
- 愚か者は誰だ（監督：渡辺裕子）
- 1-2-3-4（監督：玉城陽子）
- 代理人会議（監督：石毛麻梨子、大木萠）
- カノジョは大丈夫（監督：安川有果）
- 離さないで（監督：福井早野香）

### 桃まつり presents すき（2012年）
- 帰り道（監督：竹本直美）
- フィガロの告白（監督：天野千尋）
- the place named（監督：小森はるか）
- 春まで十日間（監督：ステファニー・コルク）
- 口腔盗聴器（監督：上原三由樹）
- 最後のタンゴ（監督：熊谷まどか）
- さめざめ（監督：星崎久美子）
- LATE SHOW（監督：佐藤麻衣子）
- SAI-KAI（監督：名倉愛）

### 桃まつり presents なみだ（2013年）
- 愛のイバラ（監督：小口容子）
- 雨の日はしおりちゃん家（監督：森田亜紀）
- MAGMA（監督：渡辺あい）
- いたいのいたいのとんでいけ（監督：朴美和）
- サヨナラ人魚（監督：加藤綾佳）
- 貧血（監督：加藤麻矢）
- 葬式の朝（監督：糠塚まりや）
- 東京ハロウィンナイト（監督：岡田まり）